# Stargard Gubiński

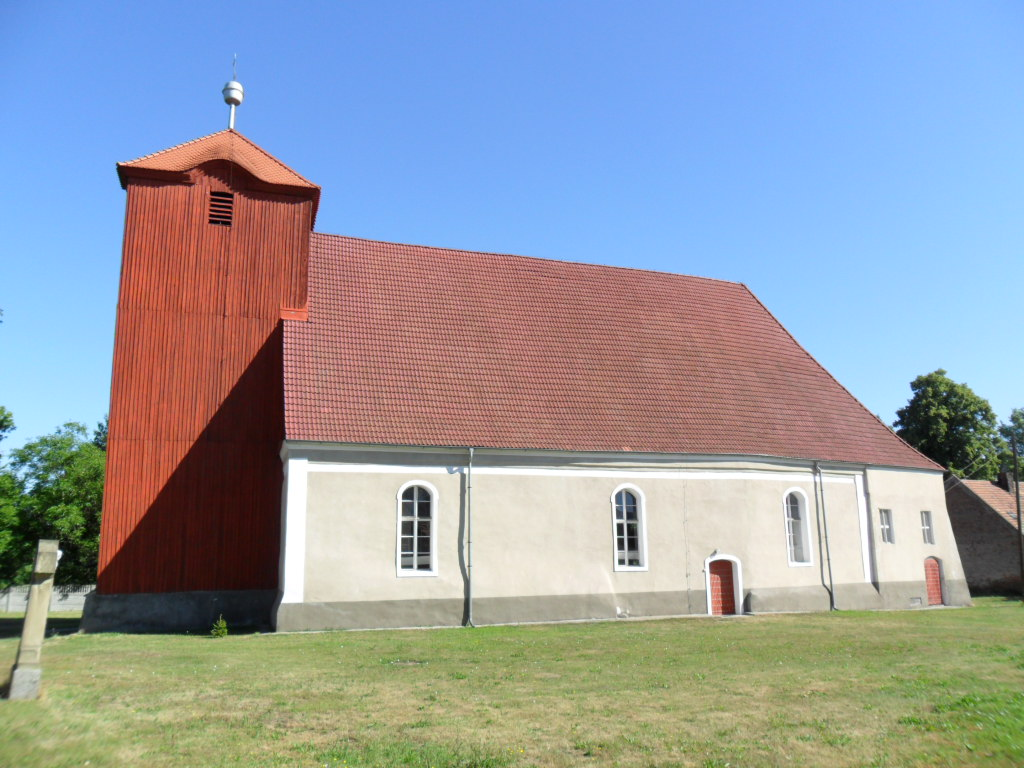
Kirche

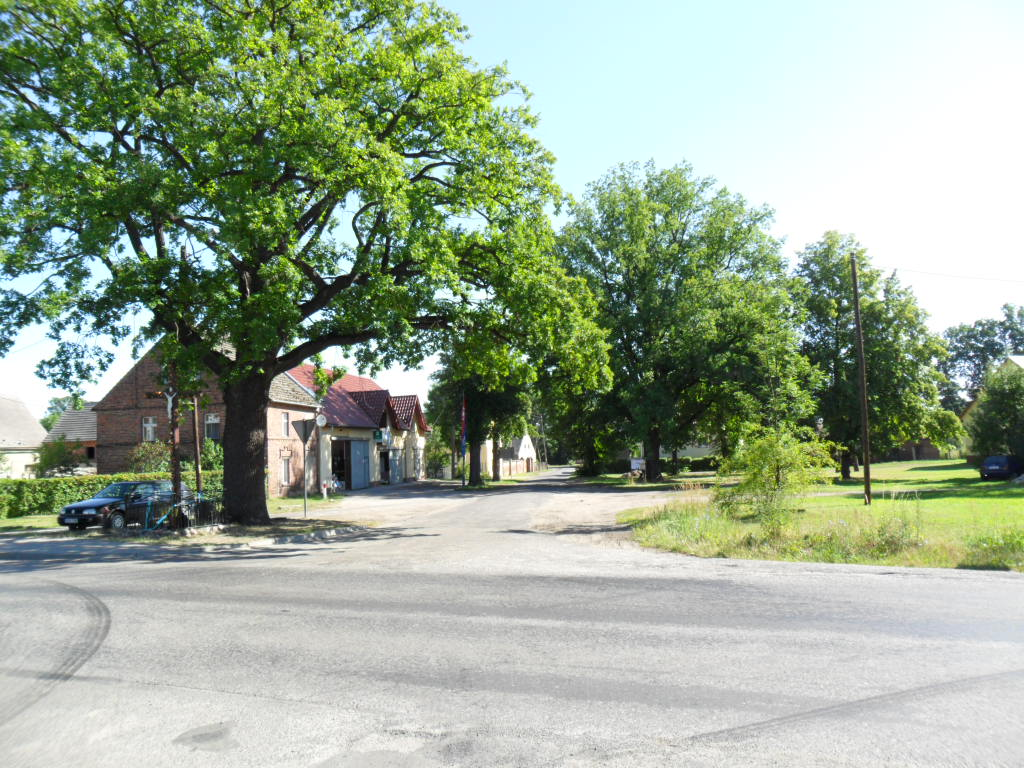
Dorfstraße

Stargard Gubiński (deutsch Stargardt, niedersorbisch Stary Grod) ist ein Ort in der Landgemeinde Gubin im Powiat Krosno Odrzańskie in der Woiwodschaft Lebus in Polen. 2013 lebten hier 208  Einwohner.
Stargard Gubiński gehört zur östlichen Niederlausitz. Es liegt 10 Kilometer südöstlich von Gubin (Guben) an der Woiwodschaftsstraße 287 nach Lubsko (Sommerfeld) am Fluss Lubsza.

## Geschichte
Die ältesten Erwähnungen des Ortes sind von 1357 als Stargrad und von 1393 als Stargard erhalten.
Es gehörte im 15. Jahrhundert   einem Bürger Zucha aus Guben, später  zur Herrschaft Amtitz in Böhmen, dann Sachsen.
Seit 1816 gehörte Stargard zum neuen Kreis Guben in der Provinz Brandenburg im Königreich Preußen. 1818 wurde ein Vorwerk angelegt.
Seit 1945 gehört der Ort zu Polen und wurde mit Aussiedlern aus der Bukowina neu besiedelt. Am 15. Januar 1976 fusionierte die damals eigenständige Landgemeinde mit Grabice und Wałowice zu der neuen Landgemeinde Gubin.

## Sehenswürdigkeiten
- Kirche aus dem 14. Jahrhundert, umgebaut im 18. Jahrhundert, seit 1945 römisch-katholische Filialkirche St. Joseph

## Persönlichkeiten
- Richard Schmidt (* 1864 in Stargardt; † 1948 in Berlin-Wittenau), Politiker (SPD), Mitglied der Weimarer Nationalversammlung